# Shipshewana
La ville de Shipshewana est située dans le comté de LaGrange, dans l’État de l’Indiana, aux États-Unis. Sa population s’élevait à 658 habitants lors du recensement de 2010, estimée à 704 habitants en 2017.

## Source
- (en) Cet article est partiellement ou en totalité issu de l’article de Wikipédia en anglais intitulé « Shipshewana, Indiana » (voir la liste des auteurs).